# استیو بکشال
استیو بکشال (جیمز استیون بکشال) (به انگلیسی: Steve Backshall (Stephen James Backshall)) (زاده ۲۱ آوریل ۱۹۷۳) از مستند سازان انگلیسی است. از معروف‌ترین برنامه‌های او می‌توان به ۶۰ جاندار خطرناک اشاره کرد. او با شبکه‌های جغرافیای ملی، انیمال پلانت و بی‌بی‌سی همکاری داشته‌است.